# Pål Anders Ullevålseter
Pål Anders Ullevålseter (Oslo, 7 dicembre 1968) è un pilota motociclistico norvegese, specializzato nei rally raid, ritiratosi dall'attività agonistica.

## Biografia
Pilota ufficiale della KTM per il Team Scandinavia, Ha ottenuto un successo al Rally dei Faraoni del 2004. Vanta un secondo posto alla Dakar (2010), ove è stato otto volte nella top ten nelle sue dodici partecipazioni (dal 2002 al 2014). Terminata l'esperienza con il Rally Dakar ha gareggiato, dal 2015 al 2022 nella Africa Eco Race, vincendo le prime due edizioni in sella ad una KTM.

## Palmarès

### Rally Dakar
| Anno | Moto          | Pos.          |
| ---- | ------------- | ------------- |
| 2002 | KTM           | 9º            |
| 2003 | KTM           | 12º           |
| 2004 | KTM           | 5º            |
| 2005 | KTM           | Rit.          |
| 2006 | KTM           | 6º            |
| 2007 | KTM           | 4º            |
| 2008 | Non disputato | Non disputato |
| 2009 | KTM           | 6º            |
| 2010 | KTM           | 2º            |
| 2011 | KTM           | 6º            |
| 2012 | KTM           | 6º            |
| 2013 | KTM           | 16º           |
| 2014 | KTM           | Rit.          |

### Altri risultati
2004
- al Rally dei Faraoni

2011
- al Rally del Marocco